# 黃金魅力
黄金魅力（日语：ゴールドアリュール），是日本純種競賽馬匹，生涯活躍於泥地賽事並奪得四項一級賽，被譽爲當時繼愛麗數碼及大洋船後最優秀的泥地馬，亦於2002年當選最佳泥地馬。

## 出賽前
1999年3月3日出身於日本賽馬團體社台集團旗下之北海道追分町（今安平町）追分牧場。
其後，被送至同屬社台旗下之北海道千歲市社台牧場成長，並由一口馬主俱樂部Shadai Race Horse Co. Ltd.進行馬主募集。
成長之後，交由栗東訓練中心練馬師池江泰郎訓練。

## 競賽生涯

### 2歲
2001年11月11日，出戰京都競馬場2歲新馬戰，由熊澤重文策騎。雖然以3/4馬位敗於Yamanin Seraphim只得亞軍，但以6馬位拋離第三之Leningrad，顯示其優秀的速度。
同月25日，再次出戰2歲新馬戰，以1馬位輕鬆取得第一個冠軍。
其後出戰年底的公開賽希望錦標，騎師變更爲武豐，但本場比賽未能發揮水準，只得第四。

### 3歲
進入3歲的黃金魅力開始出戰條件賽，先後出戰樟樹賞、水仙賞及雪柳賞，雖然成績均有入板，但仍然未能獲得第一。
有鑑如此表現，陣營決定安排黃金魅力轉戰泥地。4月13日於阪神競馬場出戰3歲500獎金以下條件賽，騎手更換爲上村洋行。賽事途中，輕鬆拋離後方4馬位奪得第二次勝利。
4月27日以第一人氣出戰公開賽端午錦標，再一次以4馬位擊敗對手，獲得二連勝。
5月26日，於泥地二勝的黃金魅力回歸草地，出戰東京優駿（日本打吡），同場對手有當年皋月賞馬莫名其妙、勝出二級賽電視東京盃青葉賞之吉兆及此前三勝分級賽之谷野美酒，加上本來黃金魅力草地戰績不佳，面對衆多強敵只獲低十三人氣。賽事一開始，Sun Valley執行快放戰術，Balance of Game於其後面大約1馬位，而黃金魅力則緊隨其後處於第三。然而最後彎道，Sun Valley體力不支失速沉底，黃金魅力把握時機上前，雖然其後陸續被外檔的谷野美酒及吉兆等馬追過，但是依然保持速度，成功捍衛第五入板的位置。
挑戰草地一級賽後，再次復歸泥地戰線，於7月4日出戰大井競馬場的日本泥地打吡，並再次由武豐策騎。賽事當天，以獨贏1.5倍賠率壓過所有對手，包括全日本兩歲優駿和羽田盃冠軍Principal River及兵庫冠軍錦標冠軍Inter Taiyo，成爲第一人氣。開閘後，黃金魅力隨即選擇快放，以一直領先的優勢將比賽帶到最後直路。於直路上未見有失速趨勢反而爆發全場第三快的末腳繼續加速，結果以7馬位、破紀錄的2分4.1秒時間大勝，奪得第一個一級賽冠軍。
其後，由大井競馬場經由山元訓練中心，返回社台牧場放草，備戰秋季的賽事。
9月23日，黃金魅力將於盛岡競馬場迎戰打吡大獎賽。雖然因爲運輸阻滯導致到場時候體態消瘦，比上場比賽輕12公斤，但仍然無阻其超過平和賞和麒麟錦標得主Himitsu Heiki及日本泥地打吡第二名的Inter Taiyo以第一人氣出戰。開閘後和上場一樣，隨即執行快放戰術，到達對面直路時候經已拋離後方，並於過彎入最後直路時候繼續保持優勢。進入直路後，其速度依然不減，再次於終盤加速拉開和後方距離，結果以10馬位大勝。此場比賽，顯示了黃金魅力於泥地賽場上的統治力，宣告其以無敵的姿態成功於3歲的泥地界稱霸。
11月23日，出戰日本盃泥地大賽，首次和年長馬及外國訓練馬對決。雖然強手衆多，然而馬迷熱話依然爲黃金魅力和上年朝日盃未來錦標及半年日本育馬場盃經典賽冠軍尊師重道之間的3歲馬大戰。賽事初期以平穩節奏進行，黃金魅力位於第三，尊師重道則於第五。進入最後直路後，兩駒成功衝出，一直纏鬥至最後100米處。然而，最內欄的飛鷹茶座突然加速殺出超越兩駒，成爲第一名。而黃金魅力先於競爭中落敗，後又被Regent Bluff和Preeminence相繼超越，僅得第五。
12月29日出戰東京大賞典，由於日本盃泥地大賽冠軍飛鷹茶座及第三名尊師重道雙雙避戰，本次賽事重點爲黃金魅力、日本盃泥地大賽第二名Regent Bluff及此前豪取五連勝之Biwa Shinseiki的三強爭霸。開閘後，黃金魅力依舊和前兩次贏得一級賽時進行快放，雖然未能於中途大幅拋離對手，但仍然保持約莫1馬位距離，於最後直路力距後方Biwa Shinseiki來襲，保持1 1/2馬位優勢衝線。此戰過後，黃金魅力成爲1998年Abukuma Poro之後，再有一匹賽駒於一年內三奪一級賽
有鑑於本年度黃金魅力於泥地賽事上的優秀表現和統治力，其於年末評選中以149票奪得最佳泥地馬。

### 4歲
2003年，成爲古馬的黃金魅力將於2月23日二月錦標，本年度參賽馬匹中，除了黃金魅力外，還有七匹馬曾經勝出一級賽，包括2001年二月錦標盟主真善美、上年日本盃泥地大賽冠軍飛鷹茶座、2001年日本育馬場盃經典賽冠軍常勝客、上年度日本育馬場盃經典賽冠軍尊師重道、上年度川崎紀念冠軍Regent Bluff、本年度川崎紀念冠軍Kanetsu Fleuve及上年度愛彼錶女皇盃冠軍榮進寶蹄。即管陣容如此豪華，黃金魅力依然以3.1倍獨贏賠率奪得第一人氣，以強大說服力證明自己的泥地實力。比賽開始後，Kanetsu Fleuve及Smart Boy就搶佔頭位進行領放，黃金魅力則緊跟其後。未到最後彎道，Smart Boy已經失速沉入中團，黃金魅力乘機進佔第二。進入直路後，黃金魅力開始加速，超過前方Kantsu Fleuve並保持速度，最終以頸位驚險壓過第二的Biwa Shinseki。就此，黃金魅力奪得生涯第四個泥地一級賽，追平了Abukuma Poro的紀錄，亦成爲繼Meisei Opera及愛麗數碼之後第三匹同時勝出中央及地方泥地一級賽的賽駒。
奪得二月錦標後，陣營原本打算遠征3月29日的杜拜世界盃。但當時世界局勢，尤其中東局勢不穩，許多日本訓練馬選擇避戰。即管如此，當時陣營依然決定派黃金魅力陪同出戰阿聯酋打吡的Utopia前往杜拜。然而，由於美英聯軍於3月20日進攻伊拉克，伊拉克戰爭爆發，使中東局勢急速惡化，導致新加坡至杜拜的航線被取消，日本陣營無法前往比賽場地，迫不得已下取消遠征計劃。
放棄遠征的黃金魅力改變目標，出戰三級賽天蠍錦標。本次比賽，強敵有同樣放棄遠征的老對手飛鷹茶座及剛剛脫離條件賽級別的黑馬新秀時間悖論。開閘後，Smart Boy選擇領放，黃金魅力則於後方壓迫。進入最後直路前，黃金魅力已經超越Smart Boy，並於過彎後開始加速，以最後600米37.2秒的速度不斷拉開距離，最終大勝第二的飛鷹茶座8馬位。
其後6月25日，出戰帝王賞，雖然出閘后一直保持第二，但最後直路突然失速，結果以第十一名大敗，爲其生涯首次沒有入板。
賽事結束後，感覺有異常的陣營立即安排其前往社台牧場放草，獸醫檢查後表明黃金魅力患上鳴喘症，需要進入休養。其後本來想安排於秋季復出，但於7月21日確認症狀變重，只好宣佈退役。

### 詳細賽績
| 日期       | 舉辦國家 | 馬場 | 距離   | 級別   | 賽事名稱       | 負重 | 騎師     | 馬號 | 出馬 | 名次 | 時間   | 頭馬（二馬）       |
| ---------- | -------- | ---- | ------ | ------ | -------------- | ---- | -------- | ---- | ---- | ---- | ------ | ------------------ |
| 11/11/2001 | 日本     | 京都 | 草1800 |        | 2歲新馬        | 54   | 熊澤重文 | 7    | 13   | 2    | 1:48.3 | Yamanin Seraphim   |
| 25/11/2001 | 日本     | 京都 | 草1800 |        | 2歲新馬        | 54   | 熊澤重文 | 3    | 9    | 1    | 1:48.7 | （Amphitryon）     |
| 23/12/2001 | 日本     | 中山 | 草2000 | OP     | 希望錦標       | 55   | 武豐     | 7    | 15   | 4    | 2:02.0 | Tiger Cafe         |
| 26/1/2002  | 日本     | 小倉 | 草1800 |        | 樟樹賞         | 55   | 内田浩一 | 6    | 14   | 3    | 1:52.3 | Takehana Opera     |
| 23/2/2002  | 日本     | 中山 | 草2200 |        | 水仙賞         | 55   | 後藤浩輝 | 12   | 16   | 5    | 2:14.8 | Daddy's Dream      |
| 9/3/2002   | 日本     | 阪神 | 草2000 |        | 雪柳賞         | 55   | 熊澤重文 | 10   | 13   | 4    | 2:01.5 | Yu Carat           |
| 13/4/2002  | 日本     | 阪神 | 泥1800 |        | 3歲500獎金以下 | 55   | 上村洋行 | 9    | 14   | 1    | 1:51.6 | （Meiner Divine）  |
| 27/4/2002  | 日本     | 京都 | 泥1800 | OP     | 端午錦標       | 55   | 上村洋行 | 7    | 13   | 1    | 1:50.6 | （Kite Hill Wind） |
| 26/5/2002  | 日本     | 東京 | 泥2400 | GI     | 東京優駿       | 57   | 上村洋行 | 18   | 18   | 5    | 2:26.5 | 谷野美酒           |
| 4/7/2002   | 日本     | 大井 | 泥2000 | 地方GI | 日本泥地打吡   | 56   | 武豐     | 8    | 15   | 1    | 2:04.1 | （Inter Taiyo）    |
| 23/9/2002  | 日本     | 盛岡 | 泥2000 | 地方GI | 打吡大獎賽     | 56   | 武豐     | 5    | 14   | 1    | 2:08.1 | （星之王）         |
| 23/11/2002 | 日本     | 中山 | 泥1800 | GI     | 日本盃泥地大賽 | 55   | 武豐     | 8    | 16   | 5    | 1:52.6 | 飛鷹茶座           |
| 29/12/2002 | 日本     | 大井 | 泥2000 | 地方GI | 東京大賞典     | 55   | 武豐     | 4    | 16   | 1    | 2:05.6 | （Biwa Shinseki）  |
| 23/2/2003  | 日本     | 中山 | 泥1800 | GI     | 二月錦標       | 57   | 武豐     | 5    | 16   | 1    | 1:50.9 | （Biwa Shinseki）  |
| 27/4/2003  | 日本     | 京都 | 泥1800 | GIII   | 天蠍錦標       | 59   | 武豐     | 9    | 16   | 1    | 1:49.7 | （飛鷹茶座）       |
| 25/6/2003  | 日本     | 大井 | 泥2000 | 地方GI | 帝王賞         | 57   | 武豐     | 11   | 15   | 11   | 2:07.9 | Name Value         |

## 退役後
退役後，黃金魅力成為了配種馬，在北海道早來町（今安平町）社台Stallion Station休養，在2004年進行配種，第一批子嗣已經在2005年誕生。第一批子嗣可2007年出賽，在7月21日已經有中央的賽駒在新馬賽中取勝。希望之城勝出柏市紀念後，成為首匹勝出一級賽的黃金魅力子嗣。黃金魅力子嗣多數遺傳優良的泥地血統，於泥地賽事大活躍，例如一級賽九勝兼連霸最佳泥地馬的希望之城、一級賽六勝的醒目飛鷹、一級賽十一勝兼2015年最佳泥地馬的小林歷奇、一級賽五勝兼2017最佳泥地馬的金色夢及一級賽四勝兼2019最佳泥地馬的Chrysoberyl。而作爲母父，其外孫Omega Perfume更於東京大賞典四連霸，達成史無前例的紀錄。草地賽事方面，日照飛駿於2022年奪得高松宮紀念後，成爲首匹奪得草地一級賽的黃金魅力子嗣。
2017年2月18日，尚未配種馬退役的黃金魅力因心臟病去世，享年18歲。

### 主要子嗣

#### 一級賽優勝子嗣
粗體字為一級賽
2005年生
- Oro Meister（一哩冠軍南部盃）
- 醒目飛鷹（白山大賞典、兩次浦和紀念、兵庫金盃、佐賀紀念、名古屋大賞典、兩次杜若紀念、兩次埼玉盃、育馬者金盃、兩次日本育馬場盃經典賽、兩次東京大賞典、大尾光紀念、帝王賞、日本電視盃、川崎紀念）
- 希望之城（三月錦標、三次柏市紀念、三次一哩冠軍南部盃、日本盃泥地大賽、二月錦標、名古屋大賞典、京都錦標、日本育馬場盃短途賽）

2010年生
- 翠綠晶石（日本泥地打吡、日本電視盃、三次大尾光紀念、 韓國盃）
- 小林歷奇（兵庫冠軍錦標、兩次二月錦標、三次柏市紀念、兩次日本育馬場盃經典賽、東海錦標、帝王賞、兩次一哩冠軍南部盃、東京大賞典）
- 優美躍步（夏日冠軍錦標、 韓國短途錦標、兵庫金盃、東京短途錦標、日本育馬場盃短途賽）

2012年生
- Lalabel（日本育馬場盃雌馬經典賽）

2013年生
- 金色夢（麒麟錦標、二月錦標、日本冠軍盃、兩次柏市紀念、帝王賞）

2014年生
- Sunrise Nova（麒麟錦標、兩次武藏野錦標、一哩冠軍南部盃、子犬座錦標）

2016年生
- Chrysoberyl（兵庫冠軍錦標、日本泥地打吡、日本電視盃、日本冠軍盃、帝王賞、日本育馬場盃經典賽）
- 日照飛駿（高松宮紀念）

#### 分級賽優勝子嗣
2005年生
- Take Mikazuchi（打吡公爵挑戰盃）

2006年生
- 絲綢創富（子犬座錦標、根岸錦標、亮星錦標）

2009年生
- Hula Bride（愛知盃、中山牝馬錦標）

2011年生
- Red Alvis（名古屋大獎賽、天狼星錦標）
- Meisho Sumitomo（麒麟錦標）

2012年生
- Wish Happiness（雪絨花賞）

2013年生
- One millionth（TCK女皇盃、女帝盃）

2014年生
- Iron Tailor（女皇賞）
- 誘人魔力（北海道兩歲優駿）
- Salsa Dione（海洋盃、女皇賞、閃耀女士盃、日本電視盃、埼玉盃）

2016年生
- Hayabusa Nandekun（三月錦標）

## 血統簡介
父系週日寧靜是美國三冠賽雙料冠軍馬，退役後在日本配種，在日本馬壇相當成功，贏得多項分級賽事，其子嗣贏得巨額獎金，連續12年成為日本冠軍種馬。祖父Halo爲美國賽駒，曾贏得一級賽冠軍，爲美國冠軍種馬。
母系Nikiya是美國生產馬匹，1997年引入日本作爲繁殖雌馬。外祖父雷里耶夫是加拿大著名種馬北地舞人子嗣，由於自身配種成績亦非常優秀，現已經確立成一支獨立的種馬系統。

### 血統表
| 父線：週日寧靜系（Halo系）                  |                                |                 |               |
| 種馬 週日寧靜 1986年（棕色）                | Halo 1969年（棕色）            | Hail to Reason  | Turn-to       |
| 種馬 週日寧靜 1986年（棕色）                | Halo 1969年（棕色）            | Hail to Reason  | Nothirdchance |
| 種馬 週日寧靜 1986年（棕色）                | Halo 1969年（棕色）            | Cosmah          | Cosmic Bomb   |
| 種馬 週日寧靜 1986年（棕色）                | Halo 1969年（棕色）            | Cosmah          | Almahmoud     |
| 種馬 週日寧靜 1986年（棕色）                | Wishing Well 1975年（棗色）    | Understanding   | Promised Land |
| 種馬 週日寧靜 1986年（棕色）                | Wishing Well 1975年（棗色）    | Understanding   | Pretty Ways   |
| 種馬 週日寧靜 1986年（棕色）                | Wishing Well 1975年（棗色）    | Mountain Flower | Montparnasse  |
| 種馬 週日寧靜 1986年（棕色）                | Wishing Well 1975年（棗色）    | Mountain Flower | Edelweiss     |
| 繁殖雌馬 Nikiya 1993年（棗色）              | 雷利耶夫 1977年（棗色）        | 北地舞人        | 新北區        |
| 繁殖雌馬 Nikiya 1993年（棗色）              | 雷利耶夫 1977年（棗色）        | 北地舞人        | Naltama       |
| 繁殖雌馬 Nikiya 1993年（棗色）              | 雷利耶夫 1977年（棗色）        | Special         | Forli         |
| 繁殖雌馬 Nikiya 1993年（棗色）              | 雷利耶夫 1977年（棗色）        | Special         | Thong         |
| 繁殖雌馬 Nikiya 1993年（棗色）              | Reluctant Guest 1986年（棗色） | Hostage         | 尼真斯基      |
| 繁殖雌馬 Nikiya 1993年（棗色）              | Reluctant Guest 1986年（棗色） | Hostage         | Entente       |
| 繁殖雌馬 Nikiya 1993年（棗色）              | Reluctant Guest 1986年（棗色） | Vaguely Royal   | Vaguely Noble |
| 繁殖雌馬 Nikiya 1993年（棗色）              | Reluctant Guest 1986年（棗色） | Vaguely Royal   | Shoshanna     |
| 雌系：號族：9-h                             |                                |                 |               |
| 五代內近親交配：Almahmoud 4×5、北地舞人 3×5 |                                |                 |               |

## 命名來由
名字中，Gold（ゴールド）即是黃金，Allure（アリュール）帶有魅力、誘惑等意思，兩者結合下的意思則是「黃金魅力」。

## 外部連結
- 黃金魅力 netkeiba.com （页面存档备份，存于）
- 血統表 （页面存档备份，存于）